# یاس
یاسَمَن یا یاسَمین (نام علمی: Jasminum) نام یک سرده از تیره زیتونیان است. گلی است خوشبو به رنگ سفید یا زرد یا کبود؛ و یاس در شکل مخفف آن است.

## ویژگی‌ها

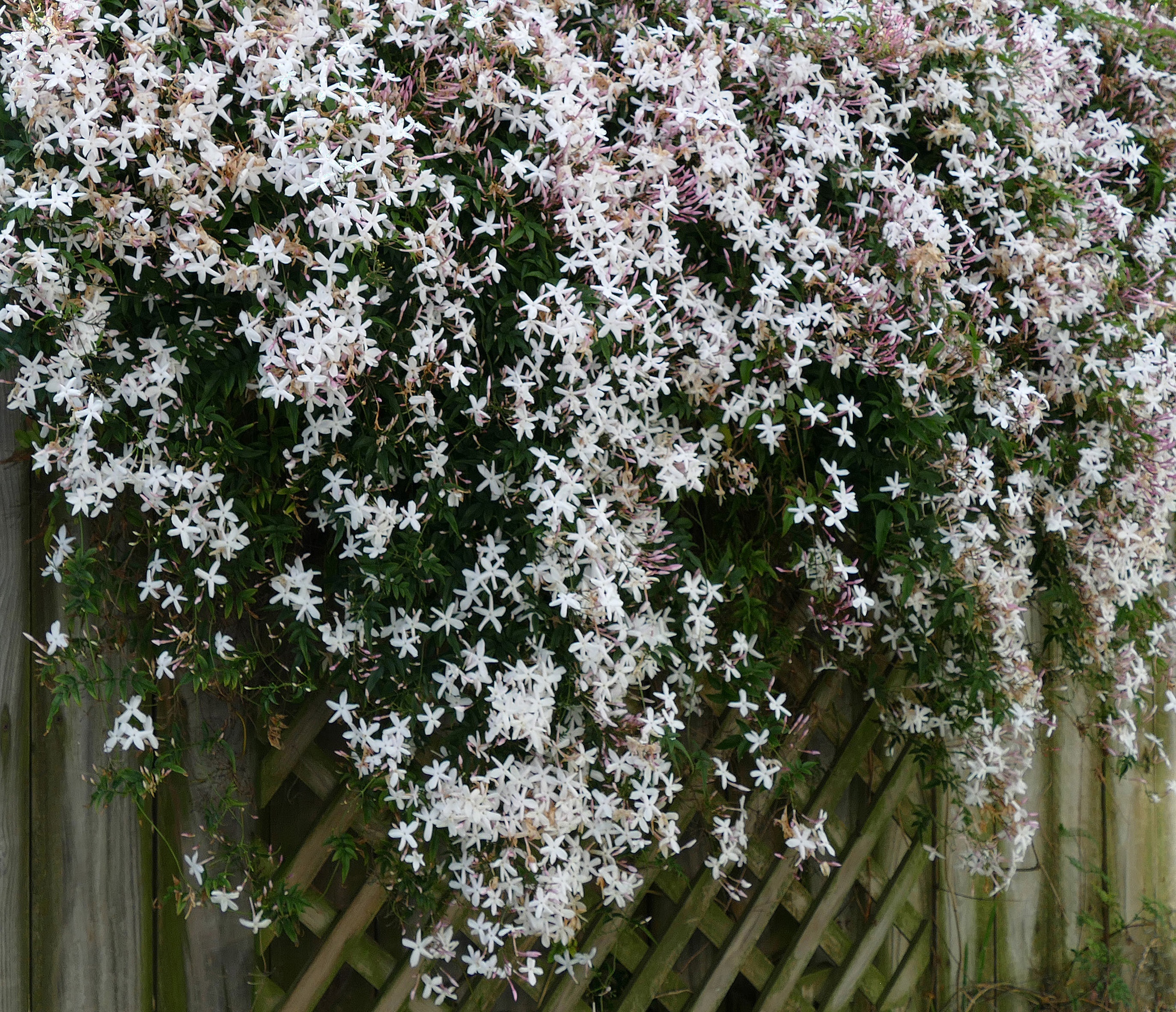
یاس معمولی

یاس درختچه‌ای است زینتی از تیرهٔ زیتونیان، که دارای گونه‌های برافراشته یا بالارونده است، در باغ‌ها کاشته می‌شود و ارتفاعش بین دو تا سه متر است. برگ‌هایش متقابل و قلبی شکل و گل‌هایش دارای یک جام چهار قسمتی به شکل صلیب است که به یک لولهٔ نسبتاً طویل منتهی می‌شود. گل‌هایش گاهی منفرد و گاهی به صورت آرایش گرزن در انتهای شاخه قرار می‌گیرند.
اصل این گیاه را از ایران می‌دانند و از آنجا به سایر نقاط دنیا برده شده‌است. گل‌های یاس بسیار معطر و به رنگ قرمز و سفید یا زرد با بنفش می‌باشد......
این گل به سرما حساس است ولی شرایط نگهداری آن در سایر فصول آسان است و در صورت تأمین نیازهای مراقبتی آن تا سال‌های طولانی می‌توانید در کنار خود حفظ کنید.

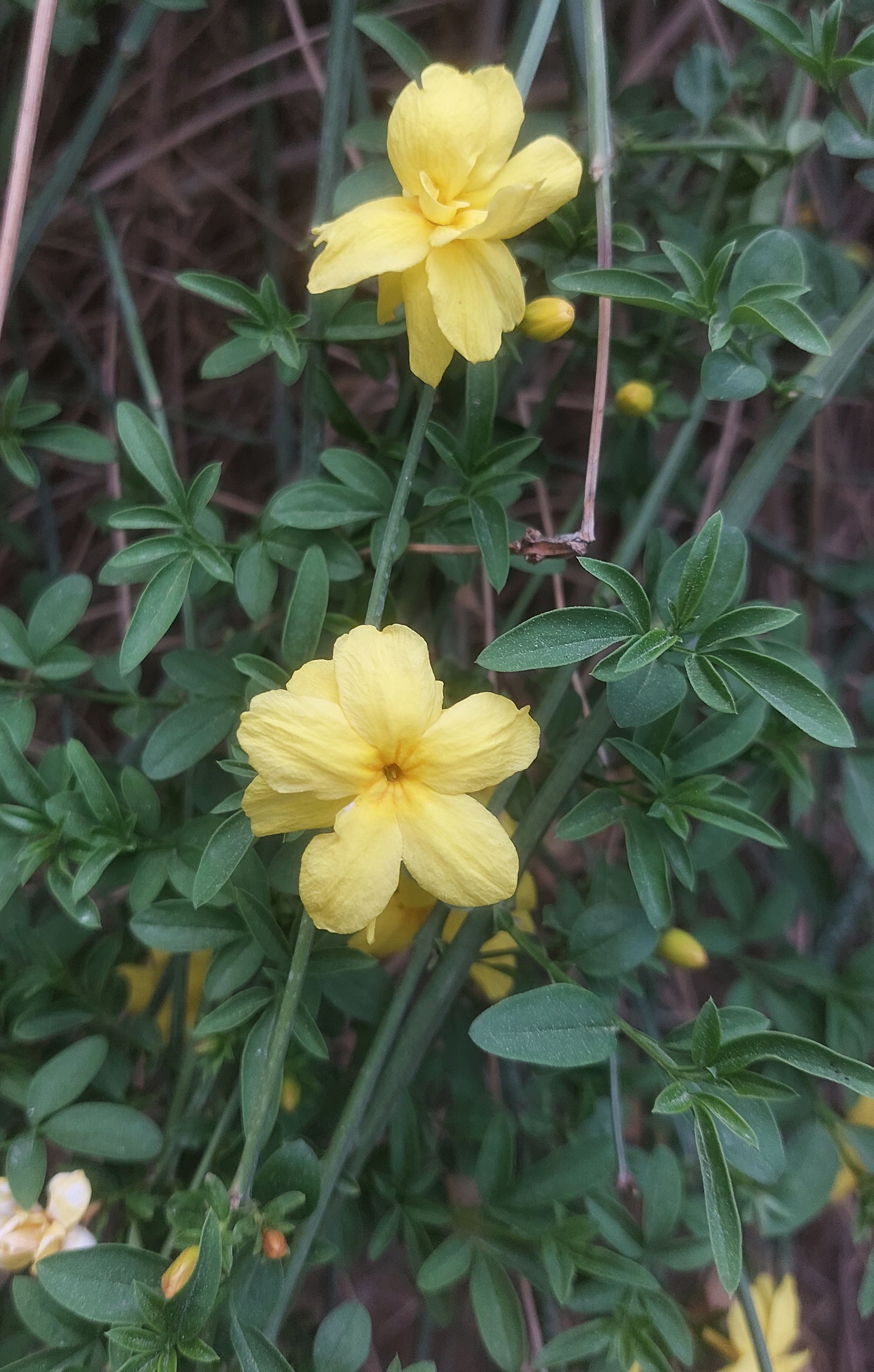
گل یاس از نمای نزدیک

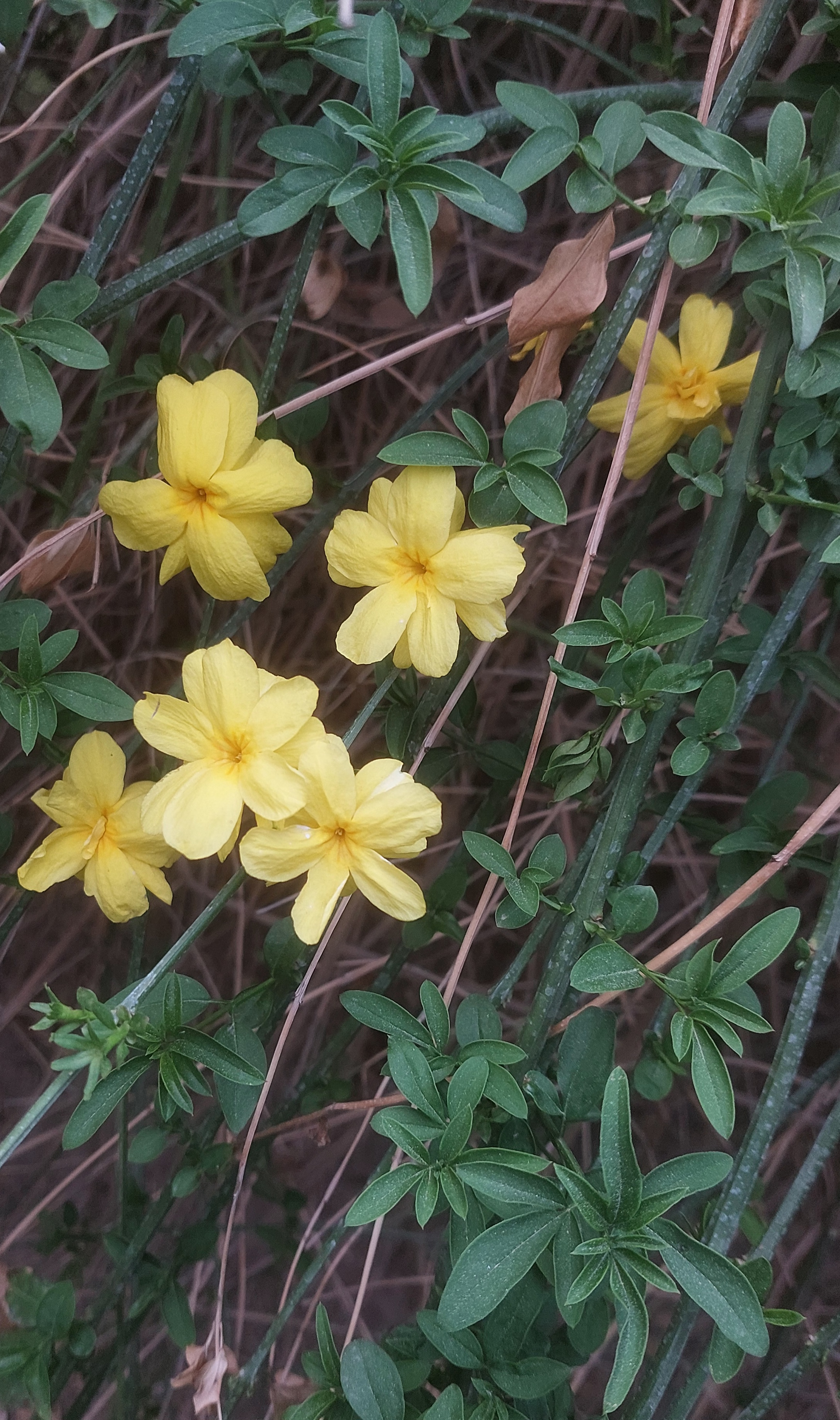
گل های زرد رنگ یاس

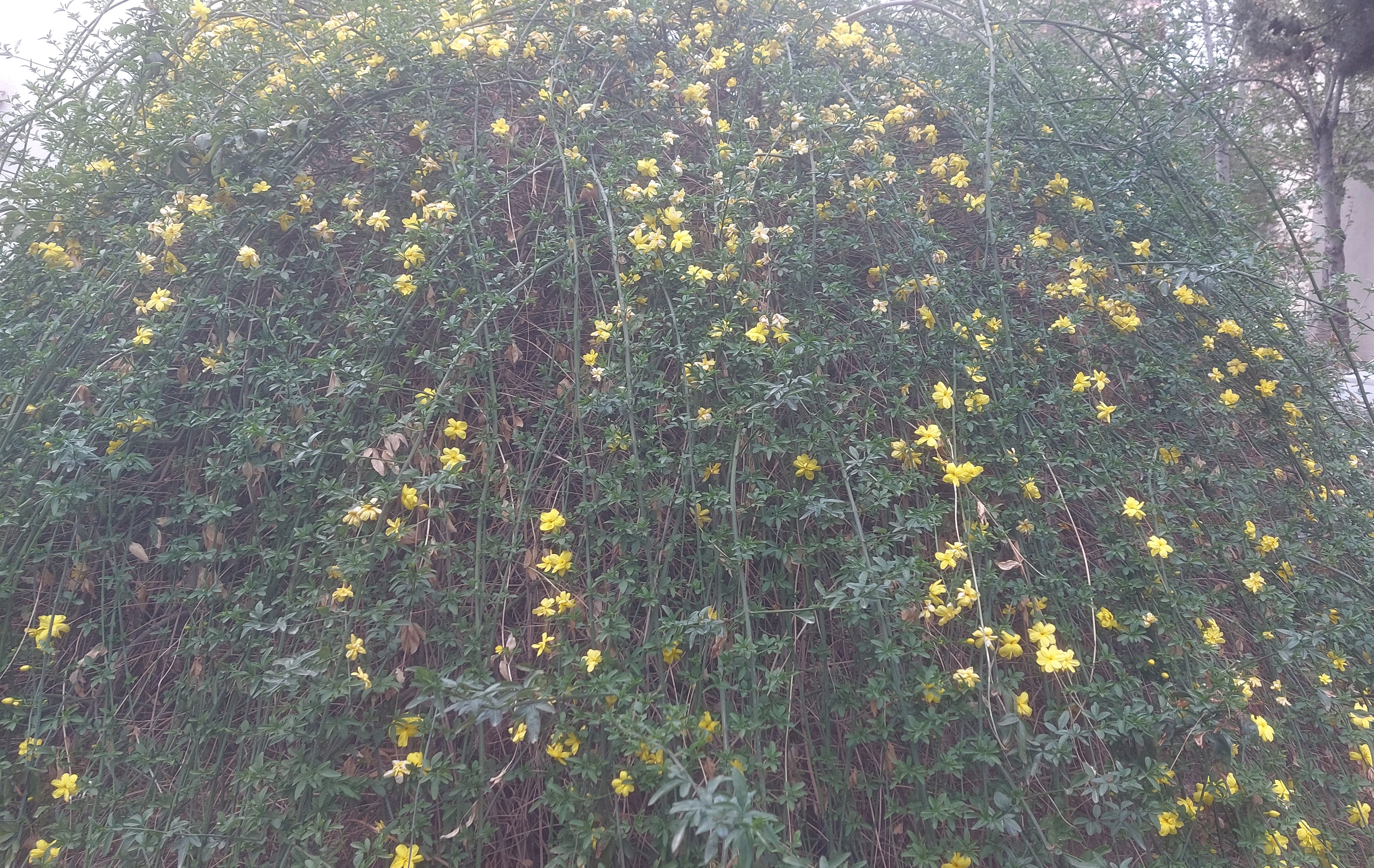
گل یاس

## دیگر نام‌ها
گل یاس، درخت یاس، یاسمون، یاسمین، ظیان، گل هاشم، سجلاط، سمن، یاس گلدانی، شرخات.

## کاربردها
- از گل‌های گونه‌های معطر آن در عطرسازی استفاده می‌کنند. شاخه‌های جوان یاس دارای مغز چوبی نرمی است و ممکن است آن‌ها را توخالی کرد و از آن‌ها فلوت ساخت، یا جهت ساختن پیپ از آن‌ها استفاده نمود، ولی شاخه‌های مسن آن دارای مغز سختی است و در منبت کاری بکار رود.
- تحقیق‌ها نشان می‌دهد، بوی شیرین گل یاسمن به اندازهٔ والیوم آرامش بخش است و بدون هیچ عارضهٔ جانبی اعصاب را تسکین می‌دهد.[۱]
- آزمایش‌ها نشان داده که وجود این رایحه در قفس شلوغ موش‌های آزمایشگاهی سبب می‌شود که موش‌ها فعالیت خود را کاهش داده و در کنج قفس آرام بنشینند.[۱]

## شرایط رشد و نگه داری مناسب گل یاس
یاس به طور کلی گیاهی است که به نور زیاد و خاک با زهکشی خوب نیاز دارد. یاس به نور مستقیم خورشید نیاز دارد و در محیطی با نور کافی به خوبی رشد می‌کند.خاک سبک با زهکشی خوب که حاوی کمی ماده آلی باشد برای یاس مناسب است. آبیاری منظم برای یاس ضروری است، اما نباید خاک بیش از حد خیس باشد همچنین دمای معتدل تا گرم برای رشد یاس مطلوب است، اما برخی گونه‌ها می‌توانند دماهای پایین‌تر را تحمل کنند. به طور کلی توصیه می‌شود از کودهای حاوی پتاسیم و فسفر برای تقویت رشد و گلدهی یاس استفاده شود. هرس یاس معمولاً در بهار و پس از گل دهی انجام می‌شود تا گیاه به شکل مناسب رشد کند. آبیاری یاس به صورت منظم اما کنترل‌شده انجام شود تا ریشه‌ها دچار پوسیدگی نشوند. استفاده از کودهای مایع یا جامد مخصوص گیاهان گلدار می‌تواند به رشد بهتر یاس کمک کند.

## گونه‌ها
- یاس چمپا Jasminum grandiflorum
- یاس رازقی Jasminum sambac
- یاس سفید Jasminum officinale
- یاس صورتی Jasminum polyanthum
- یاسمن پاکوتاه Jasminum humile
- یاسمن زمستانه Jasminum nudiflorum
- Jasminum abyssinicum
- Jasminum adenophyllum
- Jasminum aemulum
- Jasminum albicalyx
- Jasminum andamanicum
- Jasminum angolense'
- Jasminum angulare
- Jasminum angustifolium
- Jasminum arborescens
- Jasminum attenuatum
- Jasminum auriculatum
- Jasminum azoricum
- Jasminum bakeri
- Jasminum beesianum
- Jasminum bignoniaceum
- Jasminum brachyscyphum
- Jasminum breviflorum
- Jasminum calcareum
- Jasminum campyloneurum
- Jasminum choense
- Jasminum cinnamomifolium
- Jasminum craibianum
- Jasminum dallachii
- Jasminum dasyphyllum
- Jasminum dichotomum
- Jasminum didymum
- Jasminum dinklagei
- Jasminum dispermum
- Jasminum divaricatum
- Jasminum duclouxii
- Jasminum elegans
- Jasminum elongatum
- Jasminum flavovirens
- Jasminum flexile
- Jasminum floridum
- Jasminum fluminense
- Jasminum fruticans
- Jasminum fuchsiifolium
- Jasminum glaucum
- Jasminum guangxiense
- Jasminum hongshuihoense
- Jasminum kajewskii
- Jasminum kerstingii
- Jasminum lanceolarium
- Jasminum lasiosepalum
- Jasminum laurifolium
- Jasminum lang
- Jasminum leratii
- Jasminum longipetalum
- Jasminum longitubum
- Jasminum malabaricum
- Jasminum mesnyi
- Jasminum meyeri-johannis
- Jasminum microcalyx
- Jasminum molle
- Jasminum mossamedense
- Jasminum multiflorum
- Jasminum multipartitum
- Jasminum narcissiodorum
- Jasminum nardydorum
- Jasminum newtonii
- Jasminum nervosum
- Jasminum niloticum
- Jasminum nintooides
- Jasminum nudiflorum
- Jasminum obtusifolium
- Jasminum odoratissimum
- Jasminum parkeri
- Jasminum pauciflorum
- Jasminum pentaneurum
- Jasminum pierreanum
- Jasminum prainii
- Jasminum preussii
- Jasminum pubigerum
- Jasminum punctulatum
- Jasminum quinatum
- Jasminum rehderianum
- Jasminum rex
- Jasminum rufohirtum
- Jasminum schimperi
- Jasminum schroeterianum
- Jasminum seguinii
- Jasminum simplicifolium
- Jasminum sinense
- Jasminum stans
- Jasminum stenolobum
- Jasminum stephanense
- Jasminum streptopus
- Jasminum suavissimum
- Jasminum subglandulosum
- Jasminum subhumile
- Jasminum subtriplinerve
- Jasminum thomense
- Jasminum tonkinense
- Jasminum tortuosum
- Jasminum undulatum
- Jasminum urophyllum
- Jasminum verdickii
- Jasminum wengeri
- Jasminum yuanjiangense

## در میان اشعار
حافظ:
| حافظ منشین بی می و معشوق زمانی |  | کایام گل و یاسمن و عید صیام است |

## ضرب‌المثل
آنقدر صنم هست که یاسمن در میان گم است.
آنقدر سمن هست که یاسمن توش گمه .(به اینصورت نیز کاربرد دارد)

## نگارخانه

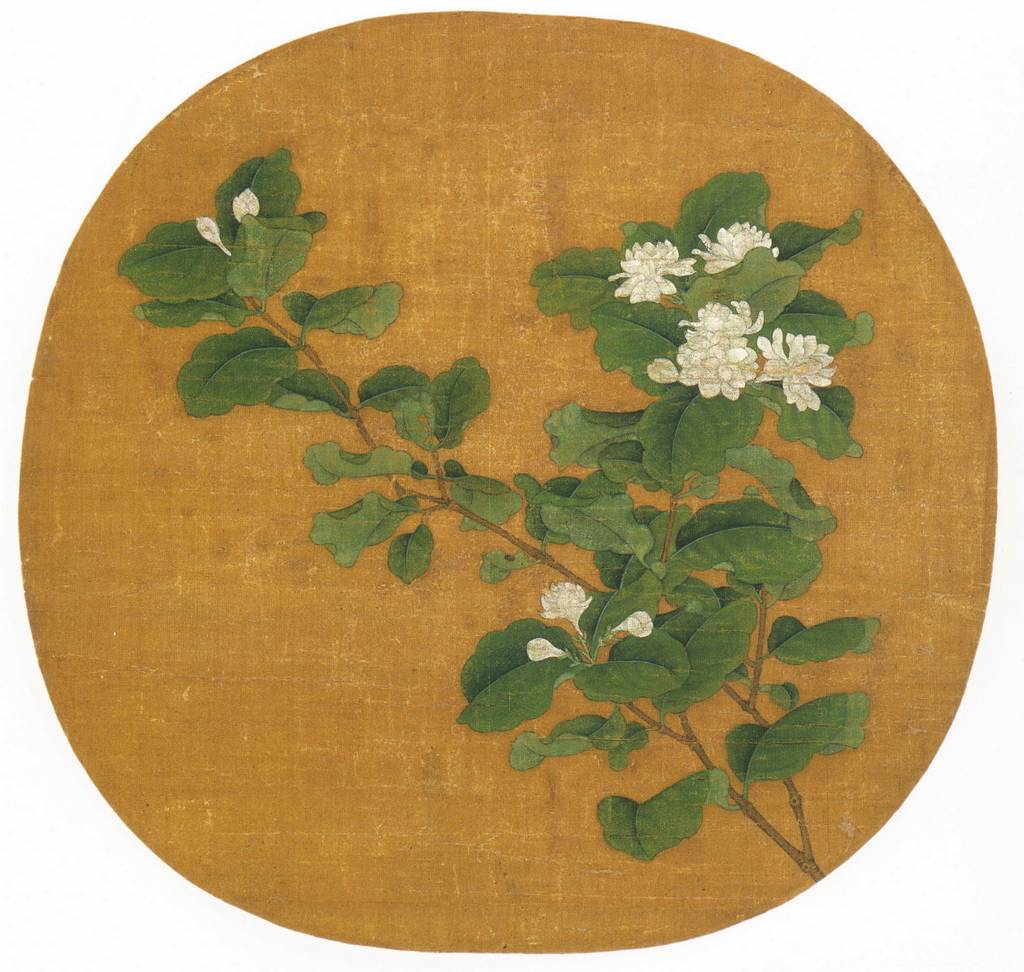
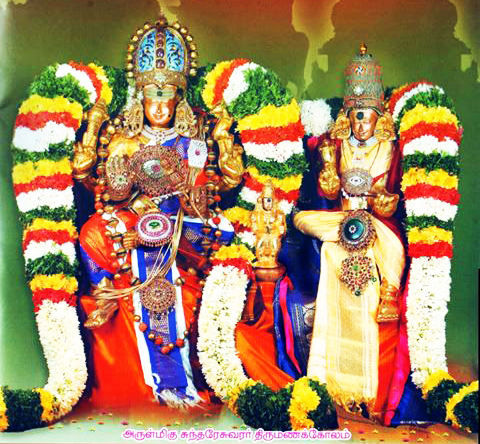
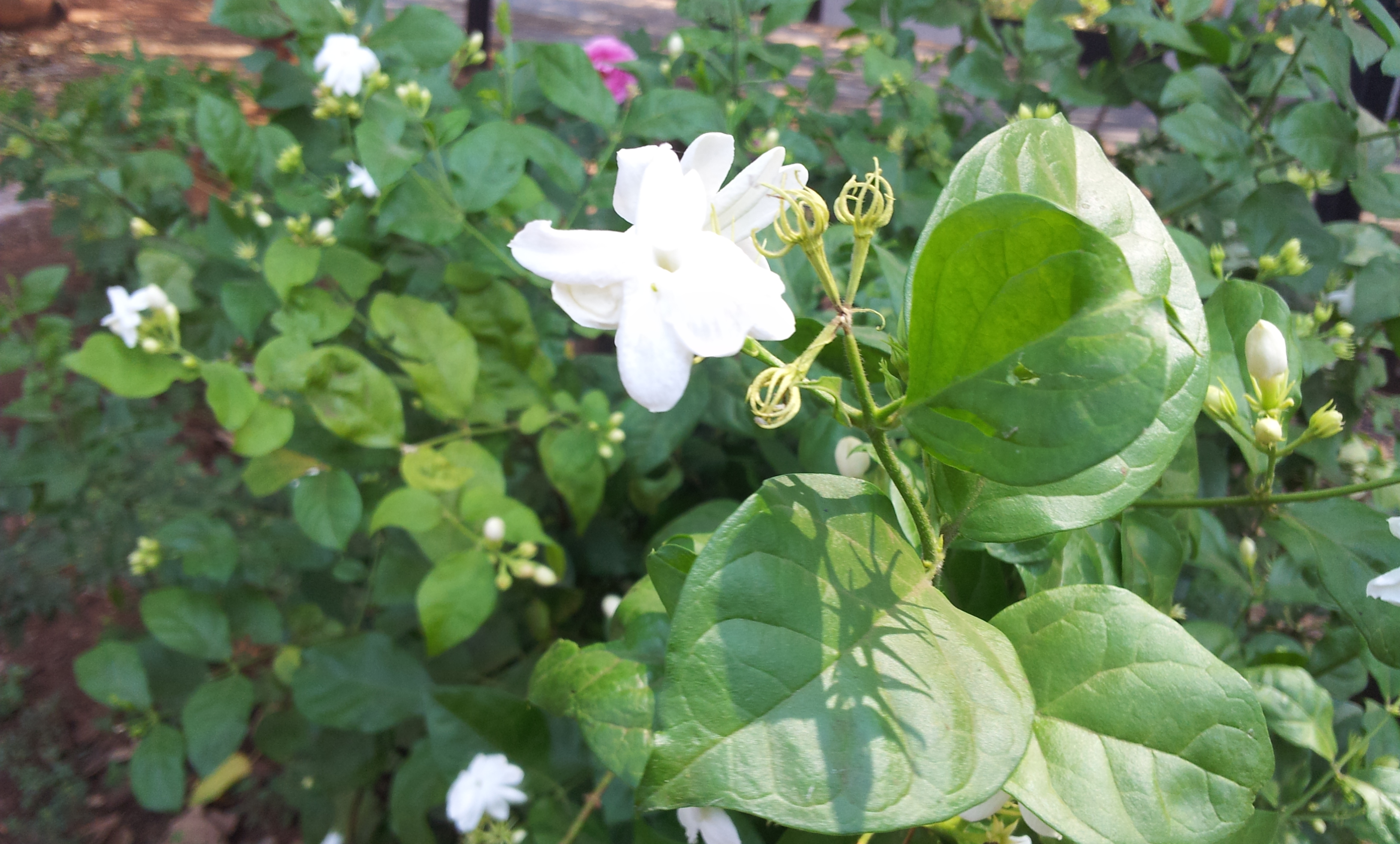